# Краков-Лобзув
Краков-Лобзув (пол. Kraków Łobzów) — остановочный пункт в городе Краков, в Малопольском воеводстве Польши. Имеет 1 платформу и 2 пути.
Остановочный пункт на железнодорожной линии Домброва-Гурнича Зомбковице — Явожно-Щакова — Тшебиня — Краков, построен в 1977 году.